# Ixora coronata
Ixora coronata är en måreväxtart som beskrevs av Albert Charles Smith. Ixora coronata ingår i släktet Ixora och familjen måreväxter. Inga underarter finns listade i Catalogue of Life.